# Основной Закон Экваториальной Гвинеи 1973 года
Конституция Экваториальной Гвинеи 1973 года была второй конституцией страны. Проект был вынесен на всенародный референдум 29 июля 1973 года без участия международных наблюдателей, получив 99% голосов «за». Впоследствии конституция была опубликована в Официальной газете в августе того же года при правительстве Франсиско Масиаса.

## Предшествующие события
По просьбе президента Масиаса в разработке Конституции участвовал эксперт по конституционному праву, направленный правительством Кубы. Он был включен в состав комиссии, отвечающей за разработку текста Конституции. Хотя Антонио Гарсиа-Тревихано приписывается видная роль в разработке текста, в 1979 году бывший министр внутренних дел Анхель Масие Нтутуму отрицал его вмешательство. Конституция была разработана во время съезда Единой национальной рабочей партии (PUNT).

## Содержание
Новая Конституция предоставила абсолютные полномочия президенту и упразднила провинциальные администрации. Остров Фернандо Пу (современный остров Биоко) был переименован в «Остров Масиас Нгема Бийого».
Согласно тексту, страна была Демократической Народной Республикой, и одной из целей государства было «закрепление идеологических принципов, провозглашенных Единой национальной рабочей партией». Права на свободу слова и мысли были гарантированы, но пресса и другие СМИ оставались под прямым контролем государства. Несмотря на то, что Конституцией установлено, что кандидаты на политические должности избираются всеобщим голосованием каждые пять лет, «в знак признания высоких добродетелей и выдающихся достижений на благо Отечества Достопочтенный и Великий товарищ Франсиско Масиас провозглашается пожизненным президентом», в соответствии с тем, что уже было установлено Конституционным законом в июле 1972 года. Аналогичным образом, согласно статье 56, «Национальное народное собрание должно состоять из шестидесяти депутатов, предложенных Партией» и статье 60 «Партия имеет право в любое время отозвать мандат своих депутатов за отклонение от политической линии Партии или по другой серьезной причине» и другие подобные статьи. Вся власть досталась Единой Национальной Рабочей Партии.
Конституция действовала до государственного переворота в августе 1979 года — так называемого переворота Свободы, совершенного Теодоро Обиангом. В результате переворота был создан Высший военный совет Экваториальной Гвинеи. Новая Конституция была утверждена только в августе 1982 года.